# Барнетт, Тим
Тимоти Эндрю Барнетт (англ. Timothy Andrew Barnett, родился 4 августа 1958 года, Великобритания) — новозеландский политик, с 1996 по 2008 год был членом Парламента Новой Зеландии от Лейбористской партии, второй открытый гей-политик в этой стране.

## Биография
Родился в 1958 году в графстве Уорикшир, Великобритания. Окончил Лондонскую школу экономики и политических наук в 1981 году со степенью бакалавра экономики (с отличием). В Великобритании он был первым исполнительным директором организации «Stonewall Lobby Group», которая была первой профессиональной группой лобби, работавшей над обеспечением равных прав человека для ЛГБТ.
Переехал в Новую Зеландию в 1991 году вместе со своим партнёром Джонатаном Киркпатриком.
Избран в Парламент Новой Зеландии в 1996 году, где ему принадлежит большая работа по продвижению закона о декриминализации проституции, который был принят в 2003 году (таким образом Новая Зеландия стала первой страной в мире, отменившей уголовное преследование проституции), а также закона о гражданских партнёрствах для однополых пар, который был принят в 2004 году (таким образом Новая Зеландия стала первой страной за пределами Европы, в законодательном порядке определившей равное отношение статуса однополых пар). Ушёл в отставку в 2008 году.